# Kugelkondensator
Unter einem Kugelkondensator oder sphärischen Kondensator versteht man einen elektrischen Kondensator, der aus zwei konzentrischen, gegeneinander isolierten, metallischen Kugeloberflächen besteht.

Kugelkondensator mit den Radien und

Für die Kapazität eines Kugelkondensators mit den Radien {\displaystyle R_{1}} und {\displaystyle R_{2}} gilt
{\displaystyle C=4\pi \varepsilon {\frac {R_{2}R_{1}}{R_{2}-R_{1}}}}, mit {\displaystyle \varepsilon =\varepsilon _{0}\varepsilon _{r}}
ε0 ist hierbei die elektrische Feldkonstante. εr ist die Dielektrizitätszahl, welche im Vakuum gleich 1 ist.

## Herleitung der Formel für die Kapazität
Für eine infinitesimal kleine Kugelschale zwischen R1 und R2 gilt für das infinitesimal kleine Reziproke der Kapazität der bekannte Zusammenhang des Plattenkondensators:
{\displaystyle \mathrm {d} {\frac {1}{C}}={\frac {1}{\varepsilon }}\cdot {\frac {\mathrm {d} r}{A(r)}}={\frac {1}{\varepsilon }}\cdot {\frac {\mathrm {d} r}{4\pi r^{2}}}}
wobei A(r) die Oberfläche einer Kugel ist. Integriert man nun, so ergibt sich:
{\displaystyle {\frac {1}{C}}=\int \limits _{R_{1}}^{R_{2}}{\frac {1}{\varepsilon }}\cdot {\frac {\mathrm {d} r}{4\pi r^{2}}}={\frac {1}{4\pi \varepsilon }}\cdot \left({\frac {1}{R_{1}}}-{\frac {1}{R_{2}}}\right)}
Umgestellt nach der Kapazität C ergibt dies oben genannte Formel.
Alternativ lässt sich auch die Definition {\displaystyle C={\frac {Q}{U}}} nutzen, wenn man die Formel im Abschnitt
Spannung zwischen innerer und äußerer Platte verwendet.

## Sonderfälle

### Sehr kleiner Abstand
Wenn {\displaystyle d=R_{2}-R_{1}\ll R_{1}}, kann man angenähert {\displaystyle R_{1}=R_{2}=R} setzen und erhält {\displaystyle C=4\pi \varepsilon {\frac {R^{2}}{d}}}.

### Sehr großer Abstand

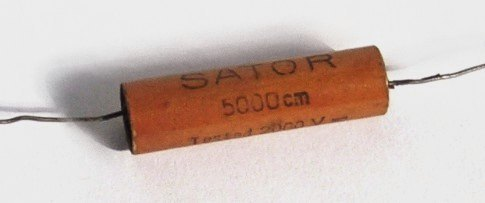
Papierkondensator mit der Kapazität 5000 cm.

Wenn {\displaystyle R_{1}\ll R_{2}} ist, kann man angenähert {\displaystyle R_{2}-R_{1}=R_{2}} setzen und erhält {\displaystyle C=4\pi \varepsilon R_{1}}. Die Kapazität wird dann praktisch nur vom Radius der Innenkugel bestimmt.
Diese Näherung beschreibt auch die Kapazität einer freistehenden Kugel (auch als Kugelelektrode bezeichnet), da hier die Gegenelektrode sehr weit entfernt ist ({\displaystyle R_{2}\to \infty } und somit {\displaystyle R_{1}\ll R_{2}}). Der Radius einer solchen Kugelelektrode im Vakuum diente früher als Maßeinheit der Kapazität mit folgender Äquivalenz:
{\displaystyle 1\,\mathrm {cm} \equiv 4\pi \varepsilon _{0}\cdot 1\,\mathrm {cm} \approx 1{,}11265\,\mathrm {pF} }

## Ladung und Ladungsdichte
Beim Kugelkondensator geht man davon aus, dass die beiden Elektroden mit der Ladung {\displaystyle Q} und {\displaystyle -Q} entgegengesetzt geladen sind. Diese Ladungen befinden sich als Flächenladungen auf den nach innen gewandten Kugelflächen. Dann lässt sich die Ladungsdichte schreiben als {\displaystyle \varrho (r)={\frac {Q}{4\pi R_{1}^{2}}}\,\delta (r-R_{1})-{\frac {Q}{4\pi R_{2}^{2}}}\,\delta (r-R_{2})}
, wobei {\displaystyle \delta } die Dirac'sche Delta-Distribution ist.

## Elektrisches Feld
Der Vektor des elektrischen Feldes zwischen den zwei Kondensatorschalen besteht wegen der Kugelsymmetrie nur aus der radialen Komponente {\displaystyle E_{r}}. Diese lässt sich mit der folgenden Formel berechnen:
{\displaystyle E_{r}(r)={\frac {Q}{4\pi r^{2}\varepsilon }}} wobei {\displaystyle R_{1}<r<R_{2}}
Das Feld ist nicht homogen, sondern abhängig vom Abstand {\displaystyle r} zum Mittelpunkt des Kondensators. Innerhalb der Elektroden und außerhalb des Kondensators ist kein elektrisches Feld vorhanden.

## Elektrisches Potential
Das elektrische Potential ist ein nur von {\displaystyle r} abhängiges Skalarfeld und berechnet sich, bis auf eine additive Konstante, als {\displaystyle \varphi (r)=-\int _{\infty }^{r}E_{r}(r')\,dr'}. Dieses Integral kann abschnittsweise ermittelt werden:
- Für {\displaystyle r\geq R_{2}} ist {\displaystyle \varphi (r)=0}.
- Für {\displaystyle R_{1}<r<R_{2}} ist {\displaystyle \varphi (r)=-\int _{R_{2}}^{r}E_{r}(r')dr'={\frac {Q}{4\pi \varepsilon _{0}\varepsilon _{r}}}\,\left({\frac {1}{r}}-{\frac {1}{R_{2}}}\right)}.
- Für {\displaystyle r\leq R_{1}} ist {\displaystyle \varphi (r)={\frac {Q}{4\pi \varepsilon _{0}\varepsilon _{r}}}\,\left({\frac {1}{R_{1}}}-{\frac {1}{R_{2}}}\right)}.

## Spannung zwischen innerer und äußerer Platte
Die Spannung zwischen der inneren und äußeren Kugel berechnet sich wie folgt:
{\displaystyle U=\varphi (R_{1})-\underbrace {\varphi (R_{2})} _{=0}=\int _{R_{1}}^{R_{2}}E_{r}(r)\,\mathrm {d} r\,={\frac {Q}{4\pi \varepsilon _{0}\varepsilon _{r}}}\left({\frac {1}{R_{1}}}-{\frac {1}{R_{2}}}\right)}